# Exelastis crudipennis
Exelastis crudipennis is een vlinder uit de familie vedermotten (Pterophoridae). De wetenschappelijke naam van deze soort is, als Marasmarcha crudipennis, voor het eerst geldig gepubliceerd in 1932 door Edward Meyrick.
De soort komt voor in het Afrotropisch gebied.

## Synoniemen
- Exelastis bergeri Bigot, 1969 gesynonymiseerd door Kovtunovich, Ustjuzhanin & Murphy in 2014[1]
  - holotype: "male. X.1936. leg. J. Ghesquière. genitalia preparation L. Bigot no. 112"
  - instituut: MRAC, Tervuren, België
  - typelocatie: "Congo Belge (Zaïre), Eala"

1. ↑  Kovtunovich, V., Ustjuzhanin, P. & Murphy, R., 2014: Plume moths of Malawi (Lepidoptera: Pterophoridae). Zootaxa 3847(4): 451-494.